# الکساندر سوروکالت (بازیکن فوتبال)
الکساندر سوروکالت (اوکراینی: Александр Іванович Сорокалет؛ ۱۶ آوریل ۱۹۵۷ – ۶ نوامبر ۲۰۰۹) بازیکن فوتبال اهل اوکراین بود.
از باشگاه‌هایی که در آن بازی کرده‌است می‌توان به باشگاه فوتبال تورپیدو زاپروژیا، باشگاه فوتبال متالورگ زاپروژیا، باشگاه فوتبال دنیپرو، باشگاه فوتبال دینامو کی‌یف، و باشگاه فوتبال زوریا لوهانسک اشاره کرد.